# Ada Benini
Ada Benini (Prato, 7 giugno 1833 – Prato, 5 febbraio 1854) è stata una poetessa italiana.

## Biografia
Nata il 7 giugno 1833 in una ricca famiglia borghese, a soli tre mesi rimase orfana di madre. Educata dal padre Giovacchino, colto avvocato d'idee liberali, e da precettori privati, ebbe modo di formarsi una vasta cultura assieme alla sorella Ebe. Particolarmente portata all'introspezione, scrisse poesie ed ebbe un fitto scambio epistolare con l'avvocato pratese Giovanni Costantini che divenne suo marito nel 1852 e di cui rimase vedova dopo appena un anno di matrimonio. Morì di tubercolosi il 5 febbraio 1854. Alcuni suoi componimenti poetici furono pubblicati postumi.

## Opere
- Alcuni scritti editi e inediti, Prato, Co' tipi dell'Aldina, 1864.
- a cura di Mario Bernocchi, Le lettere di Ada Benini e Giovanni Costantini : 1851-1853, Prato, Società pratese di storia patria, 1982.